# Campus de Tieto à Keilalahti
Le campus de Tieto à Keilalahti (finnois : Tieto Keilalahti Campus), auparavant nommé siège de Nokia (finnois : Nokian pääkonttori) puis bâtiment de Microsoft (finnois : Microsoftin rakennus), est le siège de Tieto dans la section Keilaniemi du quartier d'Otaniemi à  Espoo en Finlande.

## Architecture
Le campus est situé au croisement de la Länsiväylä et du Kehä I à Keilaniemi dans la municipalité d'Espoo. 
L'édifice conçu par Pekka Helin et Tuomo Siitonen est construit en  1995–1997 pour accueillir le siège de la société Nokia. 
Le bâtiment a une superficie de 38 300 m2 sur sept niveaux ,,.
Le plan architectural d'ensemble est basé sur l’espace paysager de la Länsiväylä.
Le bâtiment est intégré dans la forêt du rivage marin en étant aussi compact et cristallin que possible. 
Le batiment léger et spacieux donne un environnement de travail moderne et original,.
Le motif fonctionnel est une unité de travail en équipe polyvalente qui est répétée dans tout le bâtiment.
Les locaux du bâtiment sont regroupés en deux ensembles, qui sont ensuite subdivisés en deux unités indépendantes. Les unités combinées sont connectées les unes aux autres dans les angles afin de maximiser la connectivité horizontale et verticale des espaces.
Les unités sont organisées en deux cercles, laissant deux grands puits lumineux au milieu. L'ensemble des bureaux est relié par une terrasse extérieure rectangulaire.
Les espaces de restauration sont situés à l'extrémité côté mer. Ils sont organisés en petits espaces avec des plantes vertes, des dénivelés et des pyramides lumineuses au plafond,.
Le bâtiment a reçu le prix de la structure métallique de l'année en 1997.

## Galerie

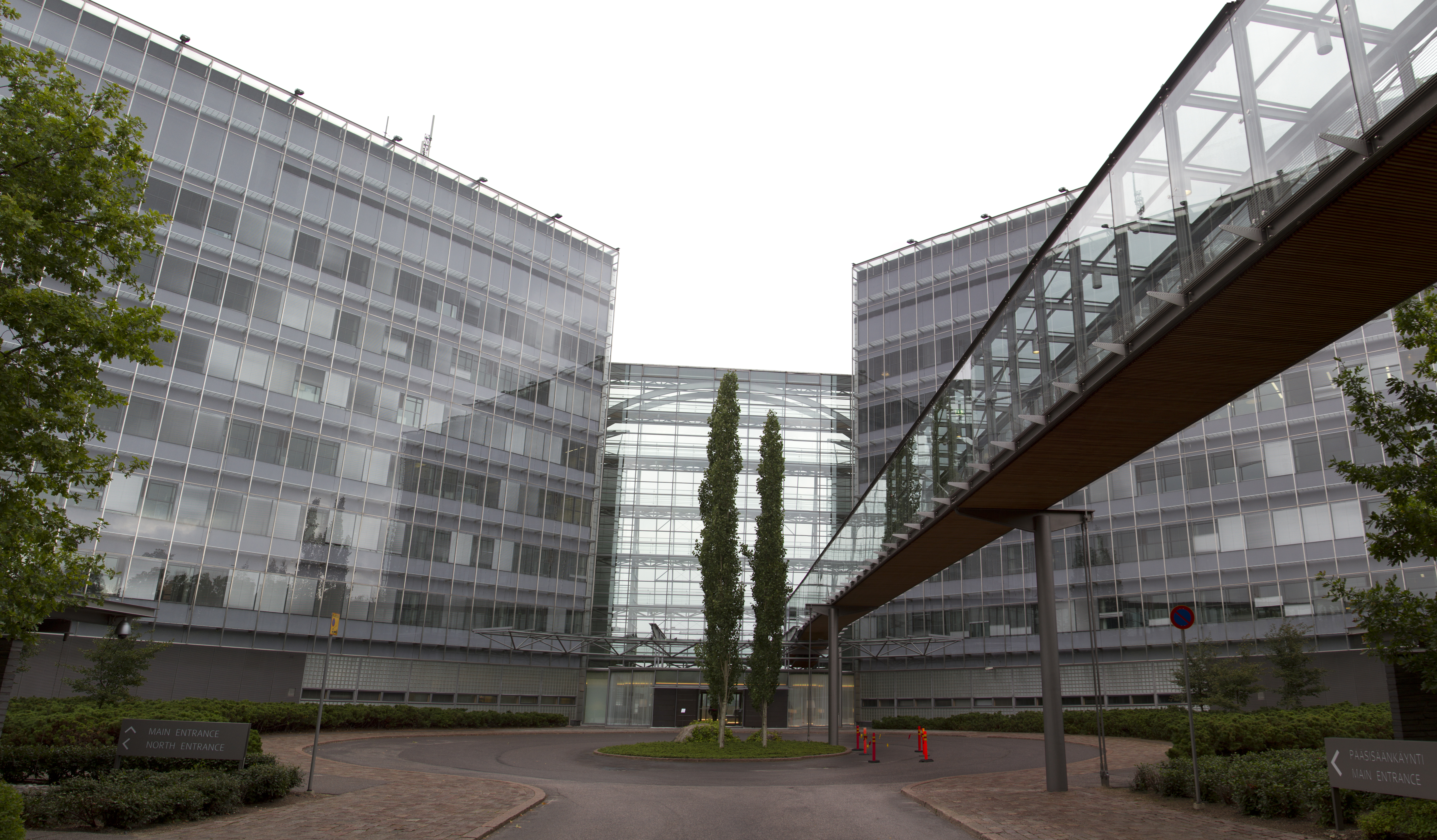
Entrée principale.
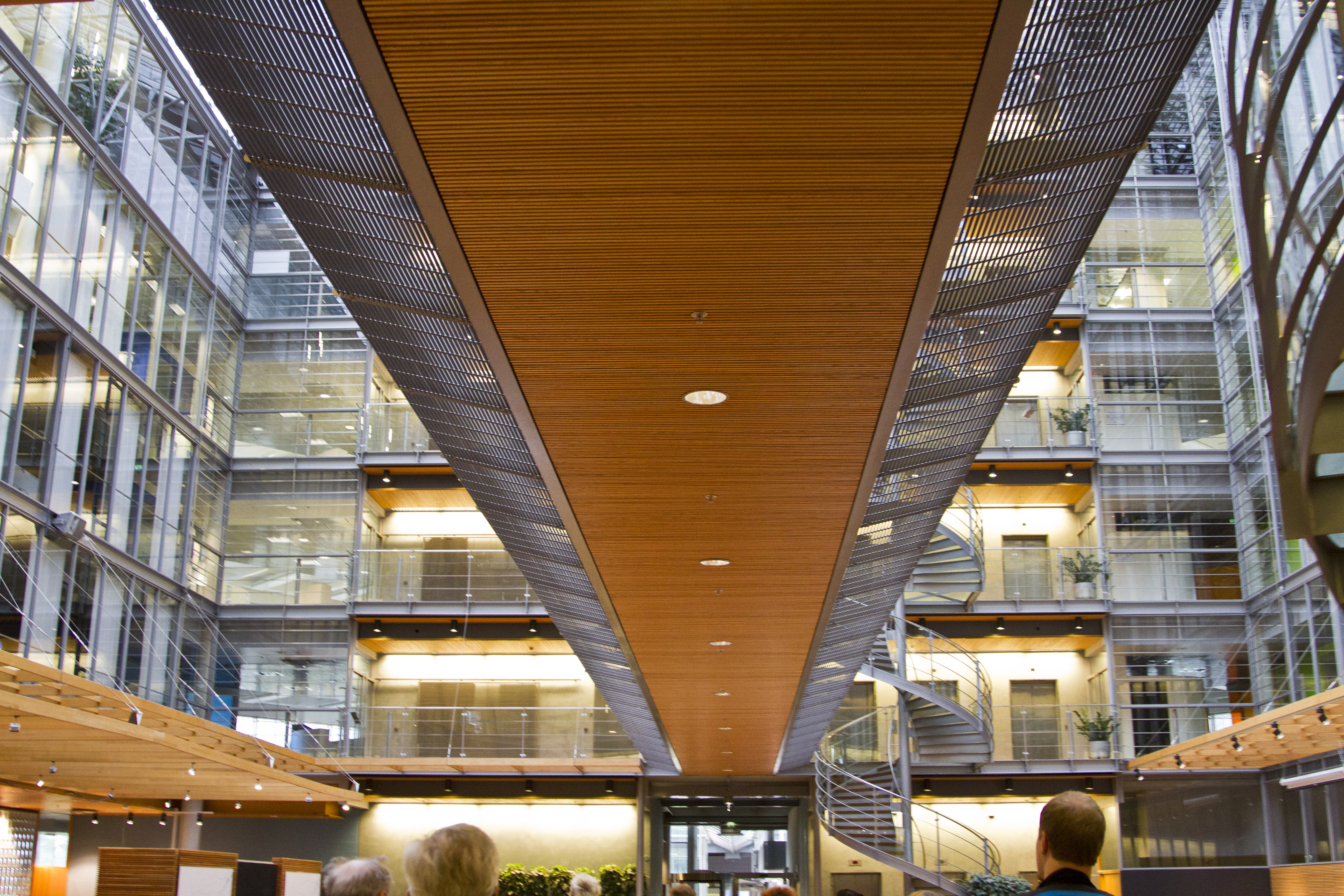
Intérieur.
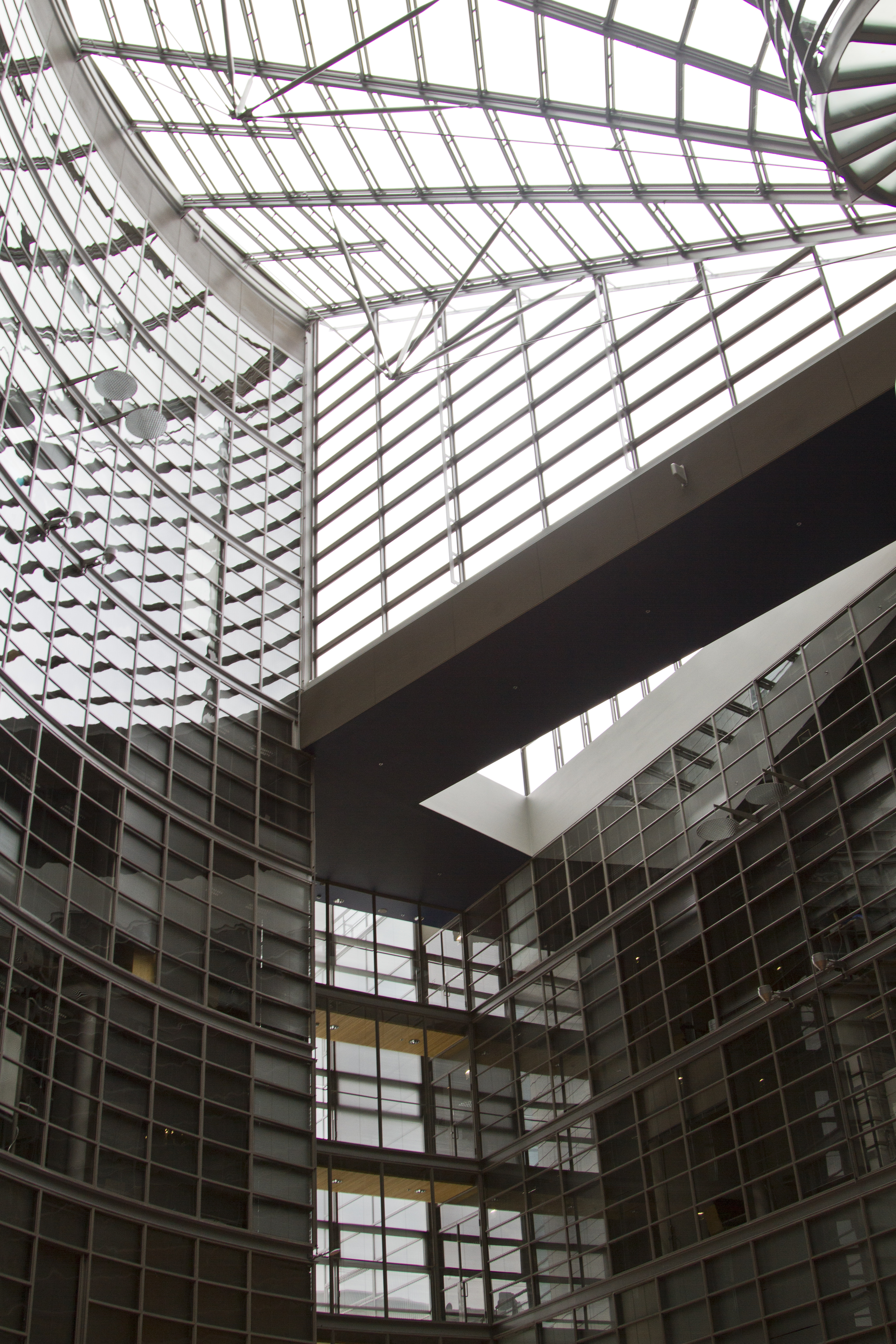
Intérieur.
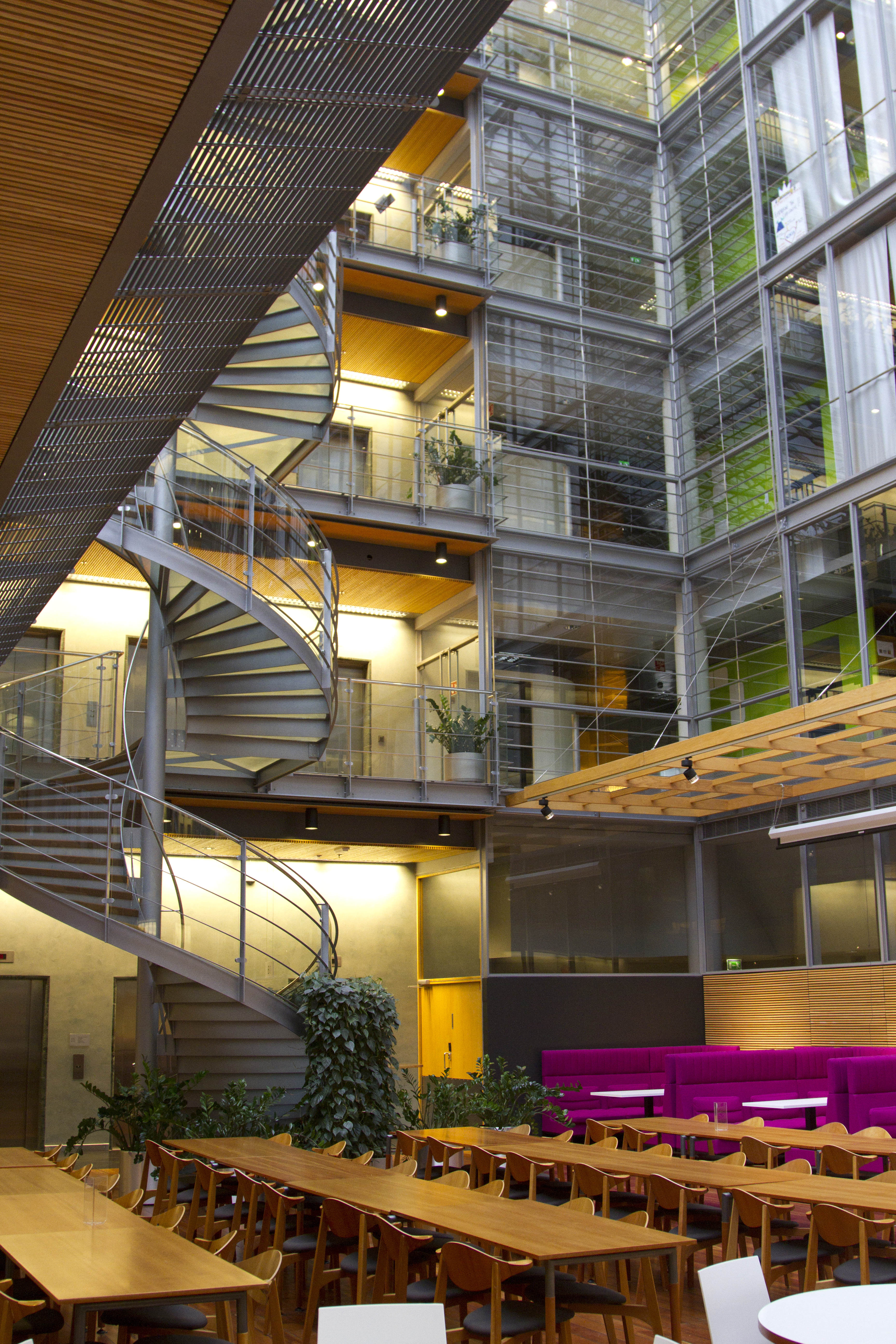
Intérieur.

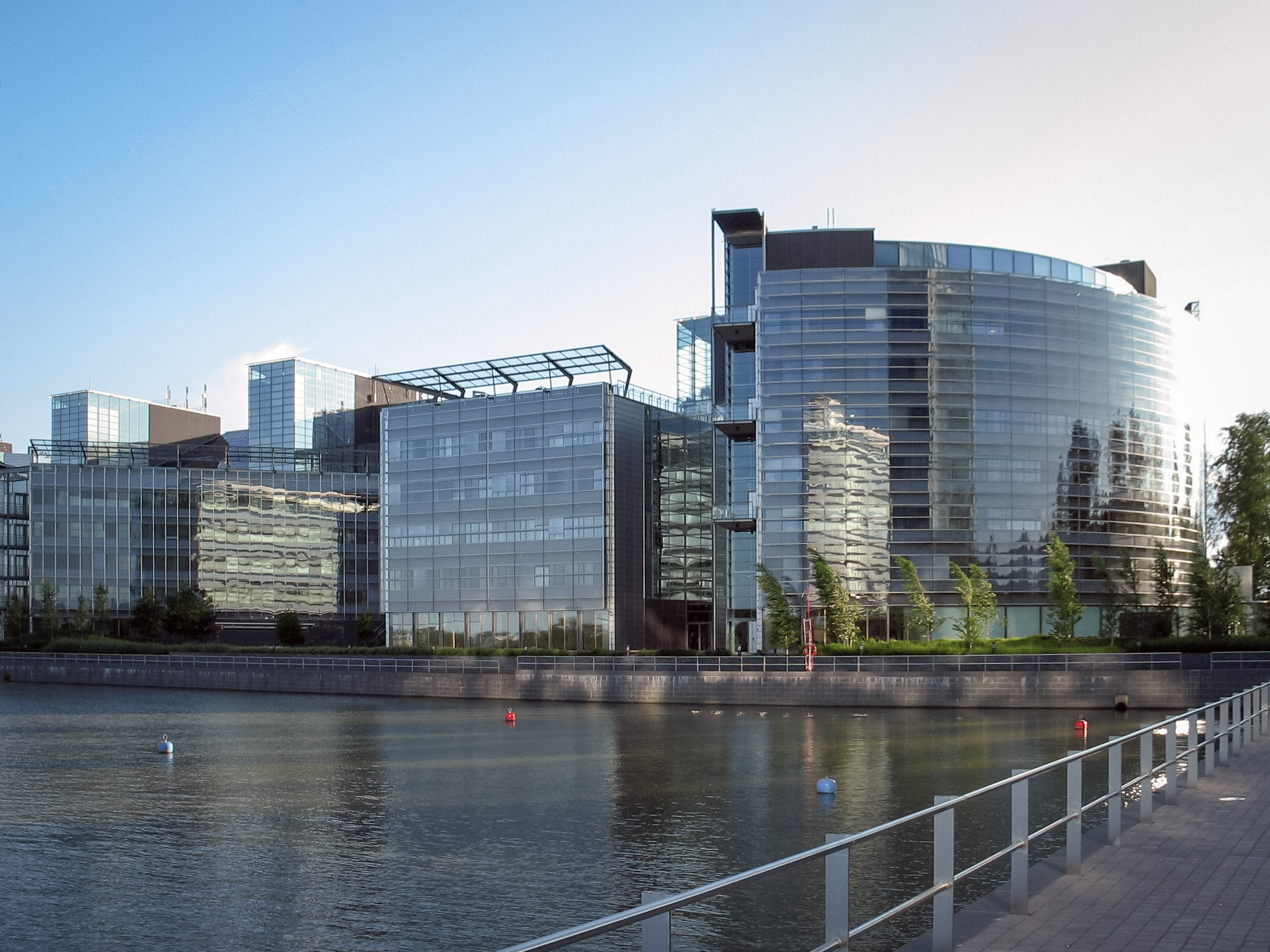
Vue extérieure.
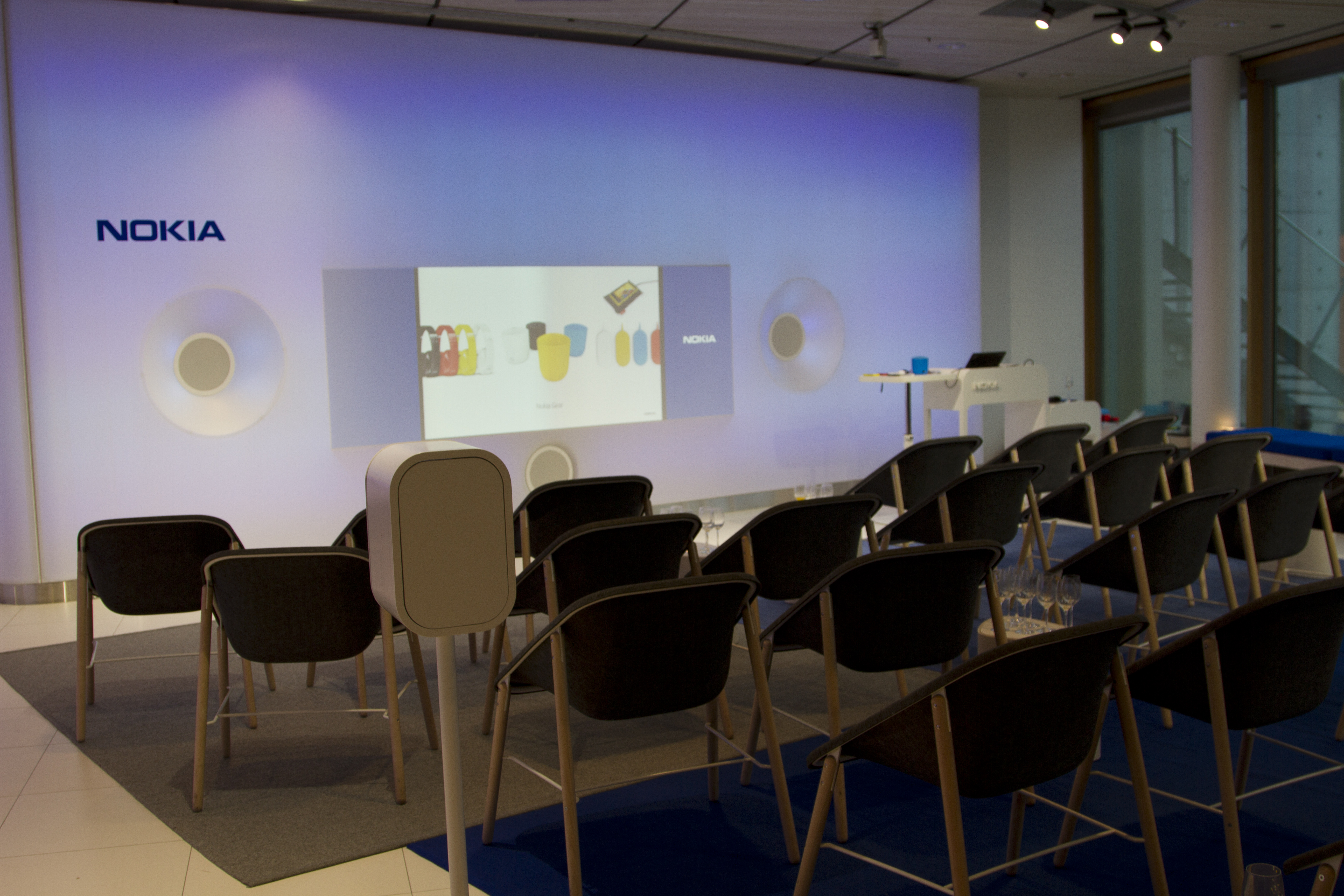
Intérieur.
Intérieur.
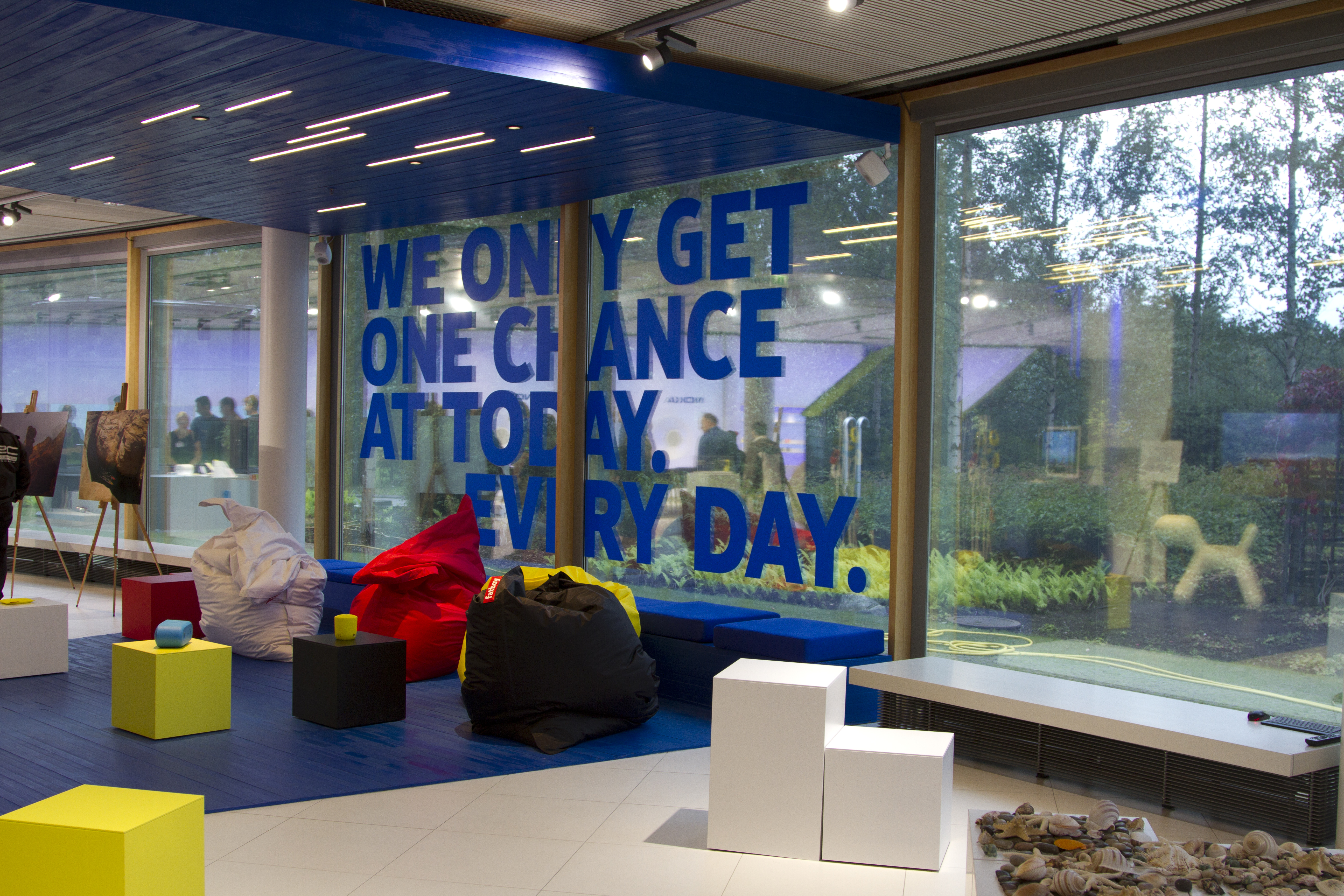
Intérieur.